# Mordella dimidiata
Mordella dimidiata es una especie de coleóptero de la familia Mordellidae.

## Distribución geográfica
Habita en Guatemala, Nicaragua, México y  Panamá.